# Patagioenas leucocephala
Patagioenas leucocephala là một loài chim trong họ Columbidae.
Loài chim này được tìm thấy chủ yếu ở Bahamas, Cuba, Jamaica và Antigua.
John James Audubon đã vẽ những con chim bồ câu này, bao gồm cả bức tranh màu nước trong tác phẩm của mình, Birds of America, được xuất bản vào đầu thế kỷ 19.